# Neo-uvaria
Neo-uvaria é um género botânico pertencente à família Annonaceae...